# 沈瑄
沈瑄（1439年—？），字廷璧，直隸蘇州府常熟縣人，明朝政治人物。進士出身。

## 生平
應天府鄉試第一百三十三名。天順七年（1463年）參加癸未科會試，因試場焚毀，改八月進行第二百二名，殿試登進士第三甲第四十五名。

## 家族
曾祖沈伯諒。祖父沈恭。父亲沈鎏。